# Cluentius
Cluentius ist der Gentilname eines antiken italischen Geschlechts, das vor allem im 1. Jahrhundert v. Chr. bezeugt ist.
Bedeutende Vertreter des Geschlechts waren u. a.:
- Lucius Cluentius († 89 v. Chr.), Führer der Italiker im Kampf gegen Sulla
- Cluentia, Schwester des älteren Aulus Cluentius Habitus
- Aulus Cluentius Habitus († 88 v. Chr.)
- Aulus Cluentius Habitus (Ritter) (103 v. Chr.–??), römischer Ritter und Angeklagter
- Aulus Cluentius Habitus (Präfekt), römischer Offizier
- Cluentia, Tochter des älteren Aulus Cluentius Habitus
- Numerius Cluentius, Sohn der Vorigen, römischer Ritter des 1. Jahrhunderts v. Chr.